# Masters de tennis masculin 1974
Le Masters Grand Prix 1974 est la 5e édition du Masters de tennis masculin, qui réunit les huit meilleurs joueurs disponibles en fin de saison ATP en simple. La compétition de double n'est pas organisée cette année-là.

## Faits marquants
C'est la première édition de la compétition à avoir réuni huit joueurs de nationalités différentes. En l'absence du numéro un mondial Jimmy Connors, le triple tenant du titre Ilie Năstase perd en finale face à Guillermo Vilas. Une défaite surprise sur le gazon de Melbourne.

## Participants
| #  | Rang | Joueur          | Pays             |
| -- | ---- | --------------- | ---------------- |
| 1. | 2    | John Newcombe   | Australie        |
| 2. | 3    | Björn Borg      | Suède            |
| 3. | 5    | Guillermo Vilas | Argentine        |
| 4. | 10   | Ilie Năstase    | Roumanie         |
| 5. | 11   | Manuel Orantes  | Espagne          |
| 6. | 15   | Harold Solomon  | États-Unis       |
| 7. | 18   | Raúl Ramírez    | Mexique          |
| 8. | 21   | Onny Parun      | Nouvelle-Zélande |

## Phase de groupes

### Groupe 1
Résultats
| Vainqueur       | Vaincu        | Score          |
| John Newcombe   | Onny Parun    | 6-4, 6-4       |
| Guillermo Vilas | Björn Borg    | 7-5, 6-1       |
| Björn Borg      | Onny Parun    | 3-6, 6-3, 10-8 |
| Guillermo Vilas | John Newcombe | 6-4, 7-6       |
| Guillermo Vilas | Onny Parun    | 7-5, 3-6, 11-9 |
| John Newcombe   | Björn Borg    | 7-6, 7-6       |

Classement
| #  | Rang | Joueur          | Matches G - P | Sets G - P | Jeux G - P |
| -- | ---- | --------------- | ------------- | ---------- | ---------- |
| 1. | 5    | Guillermo Vilas | 3 - 0         | 6 - 1      | 47 - 36    |
| 2. | 2    | John Newcombe   | 2 - 1         | 4 - 2      | 36 - 33    |
| 3. | 3    | Björn Borg      | 1 - 2         | 2 - 5      | 37 - 44    |
| 4. | 21   | Onny Parun      | 0 - 3         | 2 - 6      | 45 - 52    |

### Groupe 2
Résultats
| Vainqueur      | Vaincu         | Score         |
| Raúl Ramírez   | Manuel Orantes | 6-3, 6-1      |
| Ilie Năstase   | Harold Solomon | 6-3, 6-4      |
| Ilie Năstase   | Raúl Ramírez   | 6-4, 2-6, 6-3 |
| Manuel Orantes | Harold Solomon | 6-1, 6-1      |
| Raúl Ramírez   | Harold Solomon | 6-1, 6-1      |
| Ilie Năstase   | Manuel Orantes | 6-4, 6-2      |

Classement
| #  | Rang | Joueur         | Matches G - P | Sets G - P | Jeux G - P |
| -- | ---- | -------------- | ------------- | ---------- | ---------- |
| 1. | 10   | Ilie Năstase   | 3 - 0         | 6 - 1      | 38 - 26    |
| 2. | 18   | Raúl Ramírez   | 2 - 1         | 5 - 2      | 37 - 20    |
| 3. | 11   | Manuel Orantes | 1 - 2         | 2 - 4      | 22 - 26    |
| 4. | 15   | Harold Solomon | 0 - 3         | 0 - 6      | 11 - 36    |

## Phase finale
|  |                 |            |              |            |            |            |                 |     |   |        |        |        |        |        |        |        |
|  | 1/2 finale      | 1/2 finale | 1/2 finale   | 1/2 finale | 1/2 finale | 1/2 finale | 1/2 finale      |     |   | Finale | Finale | Finale | Finale | Finale | Finale | Finale |
|  |                 |            |              |            |            |            |                 |     |   |        |        |        |        |        |        |        |
|  |                 |            |              |            |            |            |                 |     |   |        |        |        |        |        |        |        |
|  | Guillermo Vilas | (3)        | 4            | 6          | 6          | 7          |                 |     |   |        |        |        |        |        |        |        |
|  | Guillermo Vilas | (3)        | 4            | 6          | 6          | 7          |                 |     |   |        |        |        |        |        |        |        |
|  | Raúl Ramírez    | (7)        | 6            | 3          | 2          | 5          |                 |     |   |        |        |        |        |        |        |        |
|  | Raúl Ramírez    | (7)        | 6            | 3          | 2          | 5          | Guillermo Vilas | (3) | 7 | 6      | 3      | 3      | 6      |        |        |        |
|  |                 |            |              |            |            |            |                 | (3) | 7 | 6      | 3      | 3      | 6      |        |        |        |
|  |                 |            | Ilie Năstase | (4)        | 6          | 2          | 6               | 6   | 4 |        |        |        |        |        |        |        |
|  | John Newcombe   | (1)        | Ilie Năstase | (4)        | 6          | 2          | 6               | 6   | 4 | 3      | 6      | 2      |        |        |        |        |
|  | John Newcombe   | (1)        |              |            |            |            |                 |     |   | 3      | 6      | 2      |        |        |        |        |
|  | Ilie Năstase    | (4)        | 6            | 7          | 6          |            |                 |     |   |        |        |        |        |        |        |        |
|  | Ilie Năstase    | (4)        | 6            | 7          | 6          |            |                 |     |   |        |        |        |        |        |        |        |